# Helicolenus lahillei
Helicolenus lahillei är en fiskart som beskrevs av Norman, 1937. Helicolenus lahillei ingår i släktet Helicolenus och familjen kungsfiskar. Inga underarter finns listade i Catalogue of Life.